# Автошлях Т 2531
Автошля́х Т 2531 — автомобільний шлях територіального значення у Чернігівській області. Пролягає територією Бахмацького району від перетину з М02 до Бахмача. Загальна довжина — 12,4 км.

## Маршрут
Автошлях проходить через такі населені пункти:
| Автошлях Т 2513      |              |
| Чернігівська область |              |
| Бахмацький район     |              |
|                      | E101М02      |
| Городище             |              |
| Бахмач               |              |
| Бахмач               | Т 2514Т 2523 |